# Dariusz Wlaźlik
Dariusz Wlaźlik (ur. 22 września 1965, zm. 11 lutego 2008 w Charlężu koło Lublina) – polski publicysta, plastyk, działacz kulturalny, ekolog, obrońca przyrody, animator ruchów i akcji społecznych oraz samorządności lokalnej, niezależny filmowiec-dokumentalista. 
Wraz z Romanem Pukarem założył w 1990 r., pierwszą w Lublinie, niezależną galerie sztuki -"Katharsis". Był współpracownikiem Lubelskiej Autonomicznej Grupy Anarchistycznej (LAGA). Pomagał Januszowi Kuśmierczykowi w  pracach zmierzających do utworzenia Międzynarodowego Rezerwatu Biosfery ”Polesie Zachodnie”. Współdziałał z prof. Dominikiem Fijałkowskim i Edwardem Soroką w walce z zagrożeniami wynikającym z pracy Kopalni Węgla Kamiennego ”Bogdanka”. Miał wkład w ochronę ujęć wody pitnej w Prawiednikach, przed działalnością kopalń piasku. W 2007 r., zrealizował film dokumentalny ukazujący prawdziwy obraz podziału funduszy unijnych między organizacje pozarządowe w Polsce. 
Jako publicysta współpracował między innymi z ”Tygodnikiem Współczesnym”, "Dzikim Życiem", "Asocjacjami", ”Innym Światem” i "Ulicą Wszystkich Świętych”. Był członkiem między innymi Towarzystwa Kultury Życia ”Recursus”, Stowarzyszeniem Popierania Rozwoju Prasy Lokalnej. Organizator akcji Wolontariatu Europejskiego i Międzynarodowych Wymian Młodzieży.